# 约翰·德·梅杰
约翰内斯·亚伯拉罕·德·梅杰（荷蘭語：Johannes Abraham de Meij，荷蘭語發音：[ˈjoːɦɑn də ˈmɛi]，1953年11月23日—），简称约翰·德·梅杰（Johan de Meij），荷兰作曲家，编曲家，长号演奏家，指挥家。其最著名作品之一为基于托尔金的小说创作的第一交响曲《指环王》。他的很多为管乐队改编的曲子也广受欢迎。

## 外部連結
- 官方网站